# Martin Lindström (konstnär)
Martin Leopold Lindström, född 15 november 1894 i Stockholm, död 28 juni 1975 i Kättilstads församling i Östergötland, var en svensk konstnär. Han var gift första gången med textilkonstnären Gulli Eugenia Maria Gillqvist.
Lindström var som konstnär autodidakt, och studerade konst under resor till Tyskland, Danmark, Italien, Norge och Frankrike. Han ställde ut separat på Gummesons konsthall i Stockholm ett flertal gånger, och medverkade i utställningar med Sveriges allmänna konstförening, Östgöta konstförening, Föreningen Kristen konst i Malmö, Lund, Ljungby och Vetlanda
Han tilldelades Uno Troilis stipendium 1929.
Hans konst består av figurer och stämningslandskap med nordiska motiv. Lindström är representerad vid Moderna museet, Norrköpings konstmuseum, Östergötlands museum, Hudiksvalls museum och Borås konstmuseum.